# Pulitzer-Preis/Berichterstattung

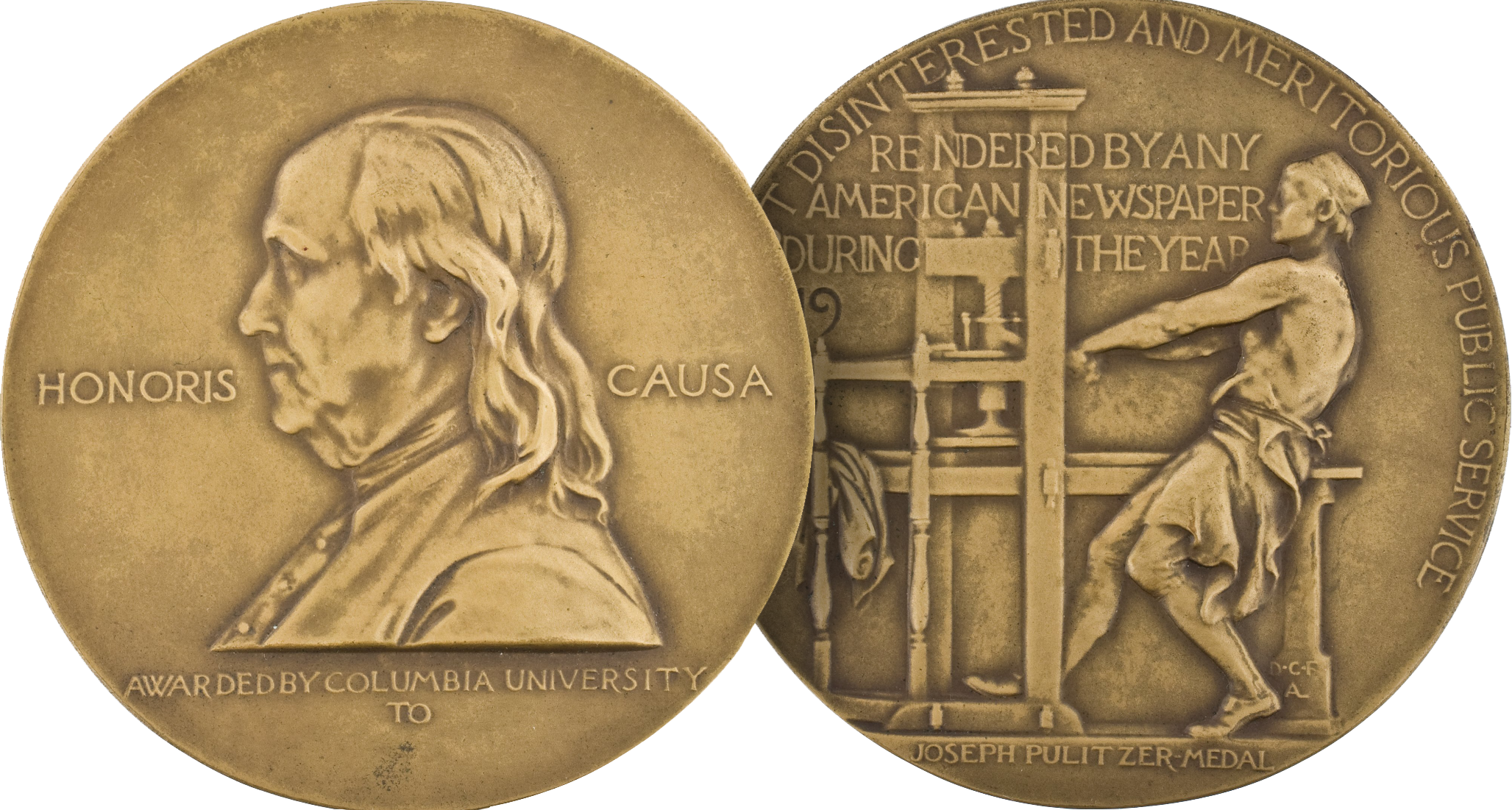
Pulitzer-Preis

Der Pulitzer-Preis für Berichterstattung (Pulitzer Prize for Reporting) wurde von 1917 bis 1947 vergeben, außer 1919 und 1928.

## 1940–1947
- 1947: Frederick Woltman vom New York World-Telegram
- 1946: William L. Laurence von The New York Times
- 1945: Jack S. McDowell vom San Francisco Call
- 1944: Paul Schoenstein und Kollegen vom New York Journal American
- 1943: George Weller von den Chicago Daily News
- 1942: Stanton Delaplane vom San Francisco Chronicle
- 1941: Westbrook Pegler vom New York World-Telegram
- 1940: S. Burton Heath vom New York World-Telegram

## 1930–1939
- 1939: Thomas Lunsford Stokes von Scripps-Howard Newspaper Alliance
- 1938: Raymond Sprigle von Pittsburgh Post-Gazette
- 1937: John J. O’Neill, William L. Laurence, Howard W. Blakeslee, Gobind Behari Lal und David Dietz von New York Herald Tribune, The New York Times, AP, Universal Service and Scripps-Howard
- 1936: Lauren D. Lyman von The New York Times
- 1935: William Taylor von der New York Herald Tribune
- 1934: Royce Brier vom San Francisco Chronicle
- 1933: Francis A. Jamieson von der Associated Press
- 1932: W. C. Richards, D. D. Martin, J. S. Pooler, F. D. Webb und J. N. W. Sloan von der Detroit Free Press
- 1931: A. B. MacDonald von The Kansas City Star
- 1930: Russell Owen von The New York Times

## 1917–1929
- 1929: Paul Y. Anderson vom St. Louis Post-Dispatch
- 1928: nicht vergeben
- 1927: John T. Rogers vom St. Louis Post-Dispatch,
- 1926: William Burke Miller vom Louisville Courier-Journal
- 1925: James W. Mulroy and Alvin H. Goldstein von den Chicago Daily News
- 1924: Magner White vom San Diego Sun
- 1923: Alva Johnston von The New York Times
- 1922: Kirke L. Simpson von Associated Press
- 1921: Louis Seibold von New York World
- 1920: John J. Leary Jr. von New York World
- 1919: nicht vergeben
- 1918: Harold A. Littledale von der New York Evening Post
- 1917: Herbert Bayard Swope von New York World